# Emmaboda (gemeente)
Emmaboda is een Zweedse gemeente in Småland. De gemeente behoort tot de provincie Kalmar län. Ze heeft een totale oppervlakte van 722,4 km² en telde 9643 inwoners in 2004.

## Plaatsen
| # | Plaats               | Inwoneraantal |
| - | -------------------- | ------------- |
| 1 | Emmaboda (plaats)    | 4 968         |
| 2 | Vissefjärda          | 673           |
| 3 | Johansfors (Småland) | 458           |
| 4 | Långasjö             | 340           |
| 5 | Eriksmåla            | 238           |
| 6 | Boda glasbruk        | 201           |
| 7 | Fiddekulla           | 55            |